# Jag är Markoolio
Jag är Markoolio är ett musikalbum av Markoolio som släpptes 6 juni 2012 på fysisk CD samt i digital form, producerat av bland andra Johan Fjellström, Sandro Thorell , Mathias Kallenberger och Andréas Berlin. Andra artister som medverkar är Dr. Alban, Dogge Doggelito och Daddy Boastin'.
Två singlar har hittills släppts från albumet, och albumet debuterade som trea på Sverigetopplistan den 15 juni 2012.
Under 2012 kommer Markoolio att turnera med albumet och besöka 20 städer runt om i Sverige. Han kommer dessutom att synas i flera TV-program under sommaren och tidig höst som SVT:s "Sommarlovsmorgon", "Allsång på Skansen", "Gäster med gester" och "Doobidoo" samt TV4:s "Sommarkrysset", "Lotta på Liseberg" och "Berg flyttar in". 

## Låtlista
Albumet är skrivet av bland andra Joakim Hillson, Niclas Ternedal, Niclas Arn, Joakim Udd, Johan Fjellström, Mathias Kallenberger och Andréas Berlin.
| Nr  | Titel                                          | Längd |
| --- | ---------------------------------------------- | ----- |
| 1.  | En vecka i Phuket                              | 3:01  |
| 2.  | Markoolio säger                                | 3:51  |
| 3.  | Fredag                                         | 3:15  |
| 4.  | Borta bra men hemma bäst                       | 3:10  |
| 5.  | Vuxenpoäng                                     | 3:32  |
| 6.  | Svensk sommar extra allt                       | 3:22  |
| 7.  | Kebab (feat. Dogge Doggelito & Daddy Boastin') | 3:32  |
| 8.  | Nu kör vi                                      | 3:07  |
| 9.  | In med bollen 2012                             | 3:44  |
| 10. | Julen svänger mer på Jamaica (feat. Dr. Alban) | 3:23  |
| 11. | En vecka i Phuket (Extended Version)           | 4:04  |

## Listplaceringar
| Lista (2012) | Topplacering |
| ------------ | ------------ |
| Sverige      | 3            |

### Fotnoter
1. ↑  ”Jag är Markoolio”. Svensk mediedatabas. 27 februari 2012. http://smdb.kb.se/catalog/id/002854380. Läst 9 november 2014.
2. 1 2  ”Markoolio feat. Dr Alban”. EMP. Arkiverad från originalet den 18 april 2013. https://archive.is/20130418153127/http://empiremusic.se/emp_iframe_02/dr_alban.html.
3. ↑  ”"Jag är Markoolio" högsta nykomling på albumlistan”. Pressmeddelande.
4. ↑  ”Jag är Markoolio”. Swedishcharts. 27 februari 2012. http://swedishcharts.com/showitem.asp?interpret=Markoolio&titel=Jag+%E4r+Markoolio&cat=a. Läst 4 augusti 2012.